# カナパシー・モルシー
カナパシー・モルシー（Kanapathy Moorthy 1932年12月23日 - 2010年8月11日）はマレーシアの男子柔道家。クアラルンプール出身。
1964年の東京オリンピックに出場した唯一のマレーシアからの選手でその後も柔道競技への出場選手がいないため、2010年までで唯一のマレーシアのオリンピック代表の柔道家である。柔道はこの大会からオリンピックの正式種目に選ばれている。出場した階級は男子80キロ級で予選を1勝1敗で敗退した。